# 애벌랜치 항복

전자사태 항복과 제너 항복

애벌랜치 항복(avalanche breakdown) 또는 애벌랜치 효과, 애벌란시 항복, 전자 사태 항복, 사태 급강하는 절연 재료와 반도체 재료 모두에서 발생할 수 있는 현상이다. 이는 좋은 절연체인 물질 내에서 매우 큰 전류를 허용할 수 있는 전류 증폭의 한 형태이다. 전자사태의 일종이다. 애벌랜치 과정은 전이 영역의 캐리어가 전기장에 의해 결합된 전자와의 충돌을 통해 이동성 또는 자유 전자-정공 쌍을 생성하기에 충분한 에너지로 가속될 때 발생한다.

## 같이 보기
- 단일광자검출소자
- 제너 효과